# Heroes Den Bosch
O SPM Shoeters Den Bosch é um clube profissional de basquetebol sediado na cidade de 's-Hertogenbosch, Brabante do Norte, Países Baixos que atualmente disputa a Liga Neerlandesa. Foi fundado em 1952 e manda seus jogos na Maaspoort Sports and Events com capacidade de 2700 espectadores.

A equipe de 's-Hertogenbosch é a equipe de maior êxito entre os clubes neerlandeses com 16 títulos nacionais (1978-79, 1979–80, 1980–81, 1982–83, 1983–84, 1984–85, 1985–86, 1986–87, 1987–88, 1992–93, 1995–96, 1996–97, 2005–06, 2006–07, 2011-12, 2014–15), 7 Copa dos Países Baixos (1992-93, 1999-00, 2001-02, 2007-08, 2008-09, 2012-13, 2015,16), 2 Supercopas (2013 e 2015), finalista da Copa Saporta (1978-79) e finalista da Copa Intercontinental de Basquetebol (1982).

## Ligações Externas
- Sítio Oficial